# Rotor vrtulníku

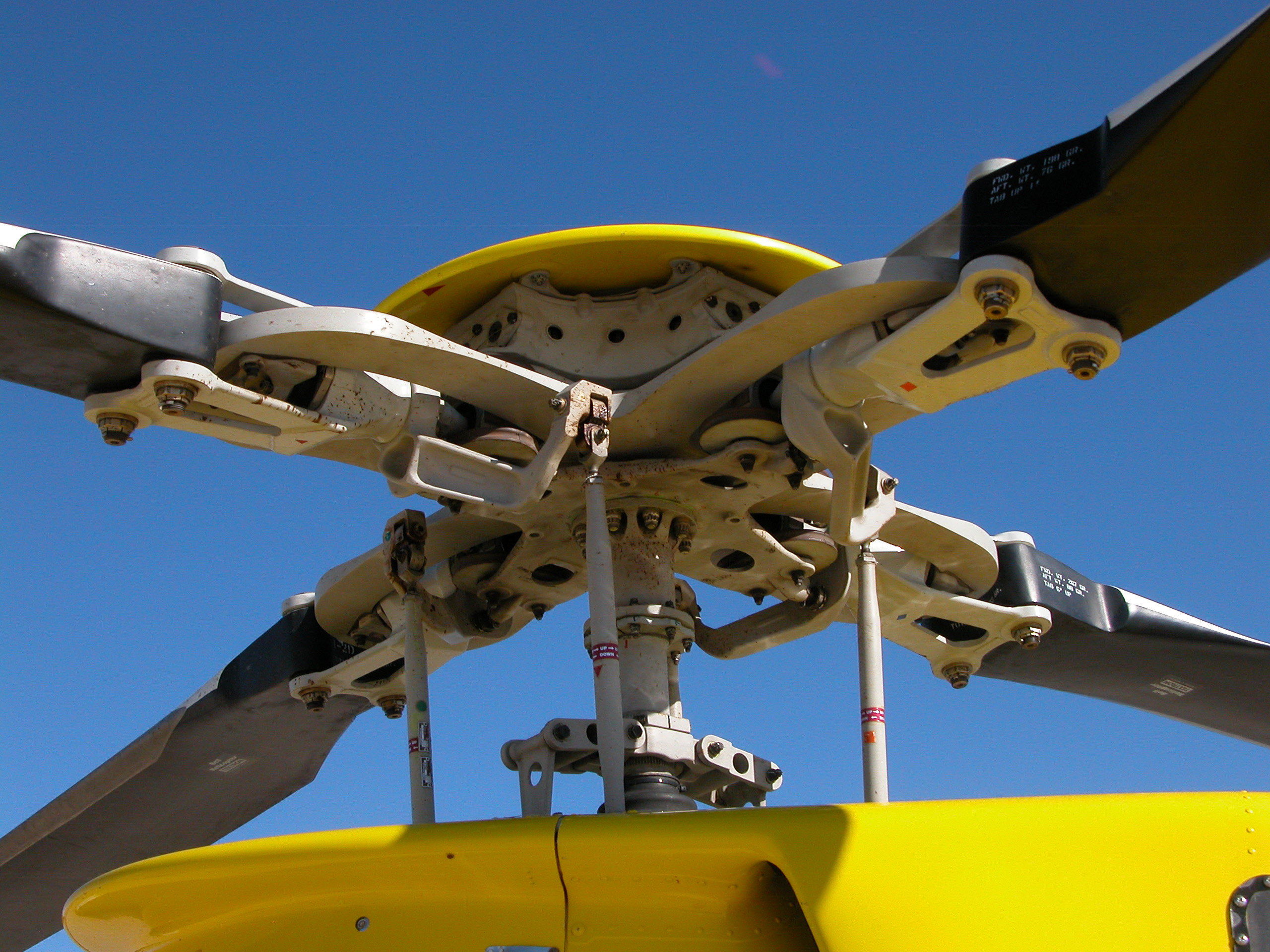
Nosný rotor vrtulníku Bell 407

Nosný rotor vrtulníku nebo také hlavní rotor vrtulníku je poháněná horizontálně rotující nosná plocha vrtulníku. Jedná se o soubor částí, na kterých vzniká dynamický vztlak nutný k letu, tah nezbytný k překonání odporu prostředí a jsou k nim předávány pokyny pilota, které uvedou vrtulník do pohybu. Nosný rotor vrtulníku je spojen prostřednictvím primární hnací hřídele s motorem. Hnací hřídel tvoří součást transmisní soustavy, která od motoru rozvádí prostřednictvím řady prvků pohyb k rotorům. Součástí každého nosného rotoru je rotorová hlava a obvykle dva a více listů rotoru. Převážná většina vrtulníků na světě je v  jednorotorovém provedení, což vyžaduje kompenzaci točivého momentu nosného rotoru pomocí vyrovnávacího rotoru nebo jiných mechanismů. Kromě toho existuje řada vícerotorových helikoptér s různými typy provedení rotorů.

## Konstrukce

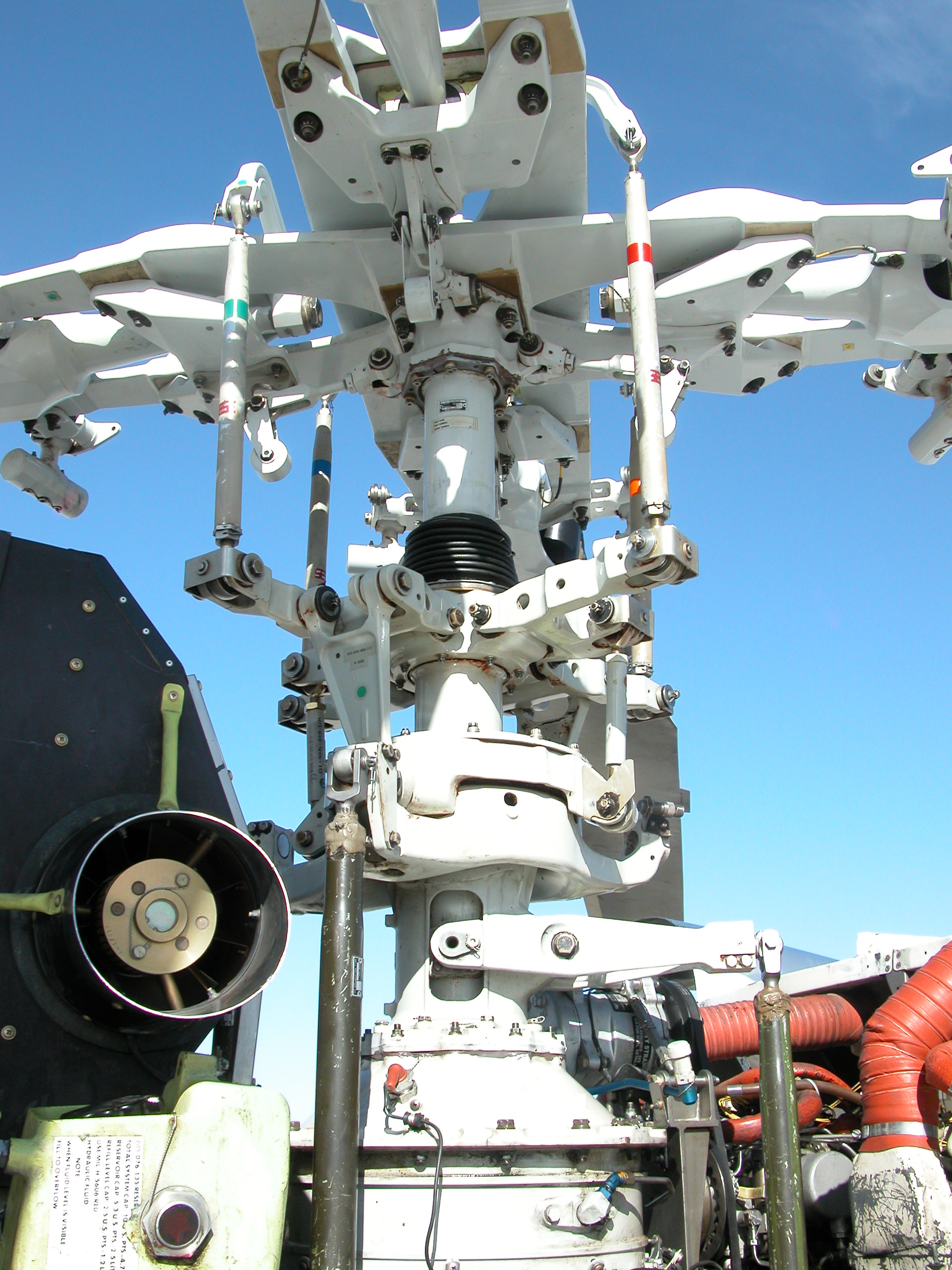
Rotorová hlava a část transmisní soustavy vrtulníku Bell 412

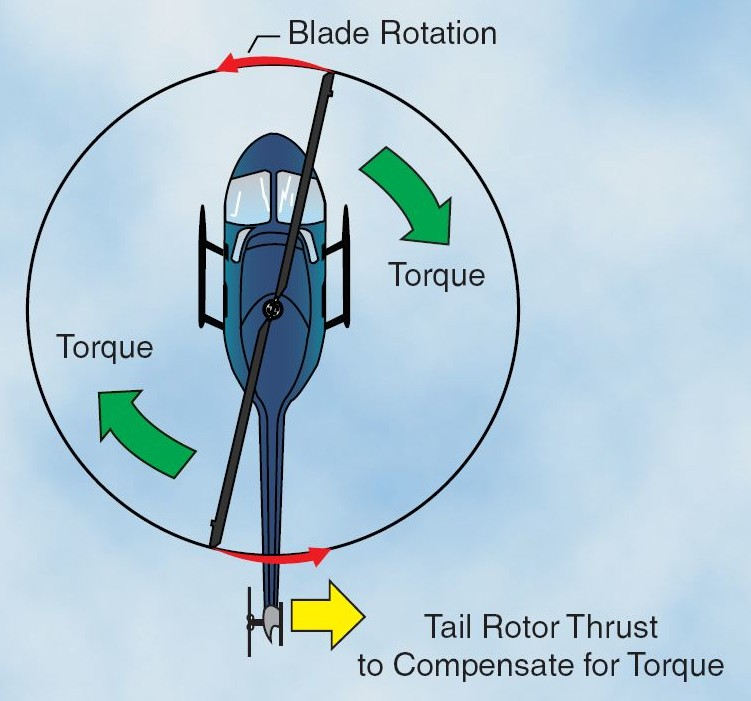
Princip kompenzace točivého momentu nosného rotoru

Nosný nebo také hlavní rotor vrtulníku slouží ke vzniku dynamického vztlaku nezbytného k letu, tahu potřebného k překonání odporu prostředí a jako součást řídicího systému slouží společně s vyrovnávacím rotorem k vyvolání řídicího momentu, tedy k přenosu pokynů pilota, které uvedou vrtulník do pohybu. Nosný rotor je poháněn motorem vrtulníku prostřednictvím transmisní soustavy, která uvádí do chodu primární hnací hřídel mezi motorem a rotorovou hlavou. Hřídel je obvykle vyhotovena z výkovku nebo tyče. Primární hřídel leží svisle v trupu vrtulníku a na rozdíl od dalších hřídelí není příliš dlouhá. Na rotorové hlavě jsou umístěny listy rotoru. Podle způsobu upevnění listů je možno rotory rozdělit na tuhé, polotuhé a kloubové rotory, ačkoliv existují i další typy kombinující více způsobů upevnění. Provoz nosného rotoru je limitován v určitém malém rozsahu otáček, i když existují rotory s proměnlivými otáčkami.

### Rotorová hlava
Mezi nejdůležitější části celého hlavního rotoru patří rotorová hlava. Ta je spojená s motorem prostřednictvím hlavní hřídele. Na rotorové hlavě jsou uchyceny listy rotoru. Z rotorové hlavy se přenáší krouticí moment právě na tyto listy. V případě, že je se jedná o kloubový rotor, disponuje rotorová hlava vztlakovými a odporovými čepy, které umožňují listům vykonávat vodorovný a svislý pohyb. Důležitou součástí rotorové hlavy jsou pak různé typy dorazů, které omezují nežádoucí pohyb listů a brání poškození trupu vrtulníku nebo kolizi s vyrovnávacím rotorem. Existují také rotorové hlavy, které jsou s hřídelí spojeny homokinetickým kloubem. Taková rotorová hlava pak není vybavena odporovými čepy.

### Listy rotoru, rameno listu
List rotoru je profilovaná nosná plocha velké štíhlosti. Většina vrtulníků je vybavena listy o obdélníkovém, lichoběžníkovém nebo kombinovaném profilu. U většiny vrtulníků převažují kovové listy, existují však také listy z umělých hmot a v počátcích rozvoje vrtulníků se často vyráběly také dřevěné listy. Při letu vrtulníku vznikají na listech nosného rotoru odporové síly, které mají tendenci působit proti směru otáčení listů. Takto vzniklý opačný točivý moment je u většiny vrtulníků vyrovnáván ocasním vyrovnávacím rotorem nebo jiným mechanismem kompenzace točivého momentu.
Kromě vodorovného a svislého pohybu mohou listy vykonávat pohyb zvaný křidélkování. Jedná se o točivý pohyb kolem vlastní osy listu. Tento pohyb umožňuje rameno listu neboli křidélkovací závěs.

## Rozdělení nosných rotorů

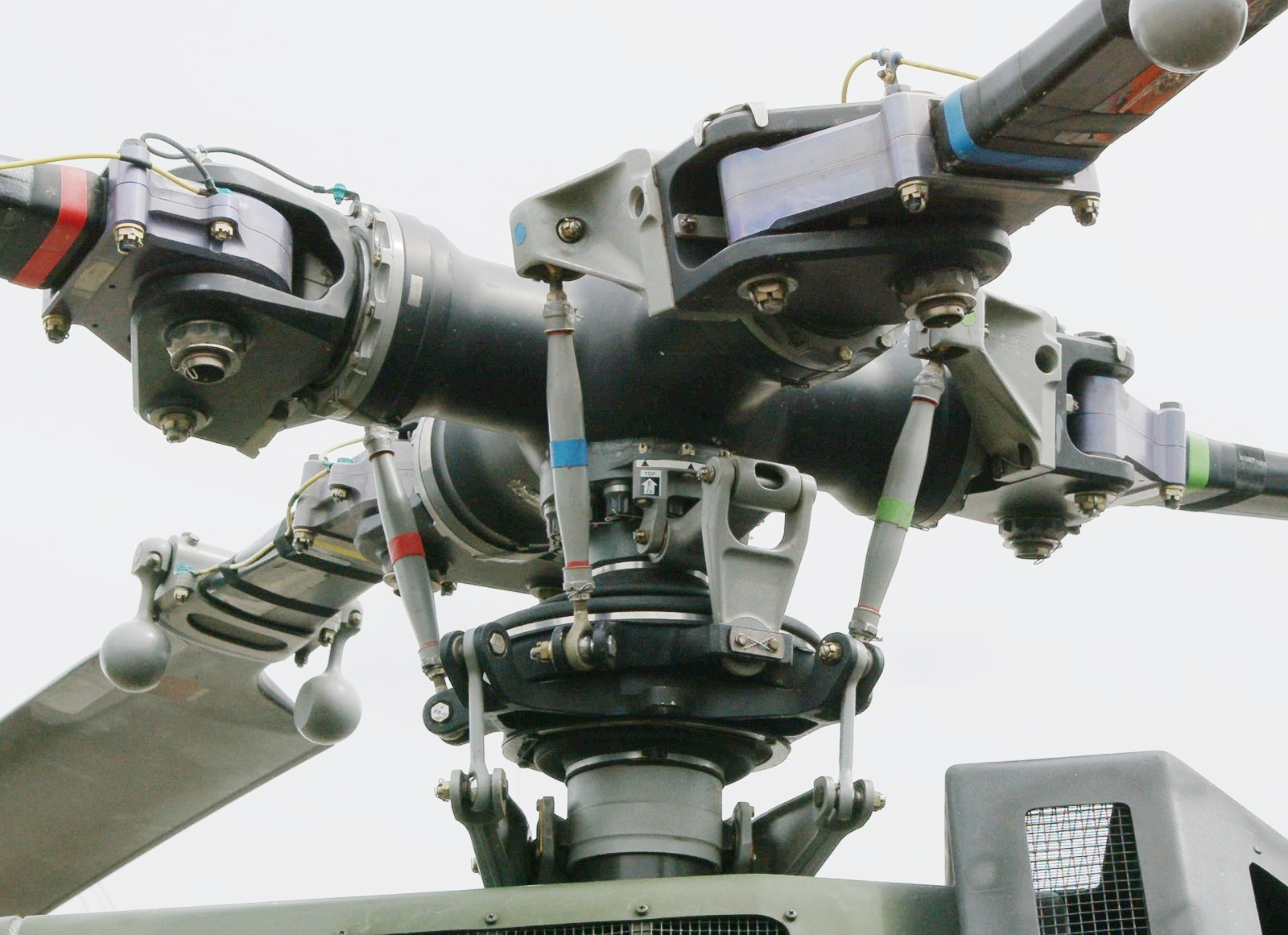
Tuhý rotor vrtulníku MBB Bo 105

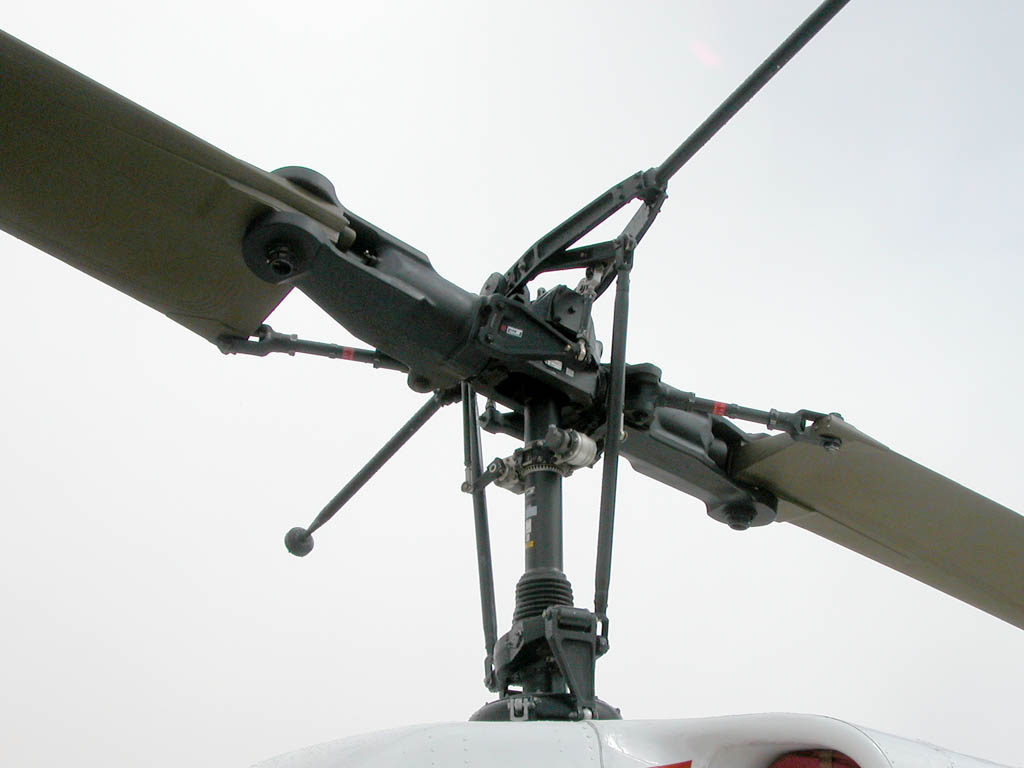
Polotuhý rotor vrtulníku Bell 212

Podle způsobu uchycení rotorových listů je možno rotory dělit na tuhé, polotuhé a kloubové rotory.

### Tuhé rotory
Tuhé rotory disponují listy, jejichž profil je u kořene zúžen a listy jsou tak především v rovině mávání pružné. Pružnost listů tak slouží jako náhrada za závěsné čepy, které jsou přítomné u kloubových rotorů. Listy jsou v rotorové hlavě upevněny pouze v osovém závěsu. Tuhé rotory byly u vrtulníků vyvíjeny a používány především v 60. a 70. letech 20. století a oproti ostatním typům rotorů nejsou příliš rozšířeny. I přesto, že se jedná o konstrukčně a mechanicky nejjednodušší provedení rotoru ve srovnání s kloubovým rotorem, při dopředném letu v minulosti došlo k řadě nehod vrtulníků a konstruktéři se setkávali s pevnostními a dynamickými obtížemi při vývoji. Tuhé rotory jsou použity například ve vrtulnících MBB Bo 105.

### Polotuhé rotory
Polotuhé rotory mají, stejně jako tuhé rotory, upevněné listy k rotorové hlavě napevno, avšak celá rotorová hlava je s hnací hřídelí spojená prostřednictvím vodorovného čepu (závěsu), který umožňuje natáčet celou rotorovou hlavu právě okolo tohoto čepu. Listy rotoru je možno také natáčet kolem osy křidélkovacího závěsu. Při pohybu vrtulníku se listy pohybují při mávání opačným směrem – zatímco jeden list při tomto pohybu směřuje dolů, opačný list se pohybuje nahoru. Tento typ rotorů je využíván téměř výhradně u dvoulistých rotorů a jejich výhodou je nižší hmotnost, z konstrukčního hlediska patří mezi jednodušší provedení rotorů. Tento typ rotorů byl využit například na amerických vrtulnících Bell UH-1 Iroquois.

### Kloubové rotory

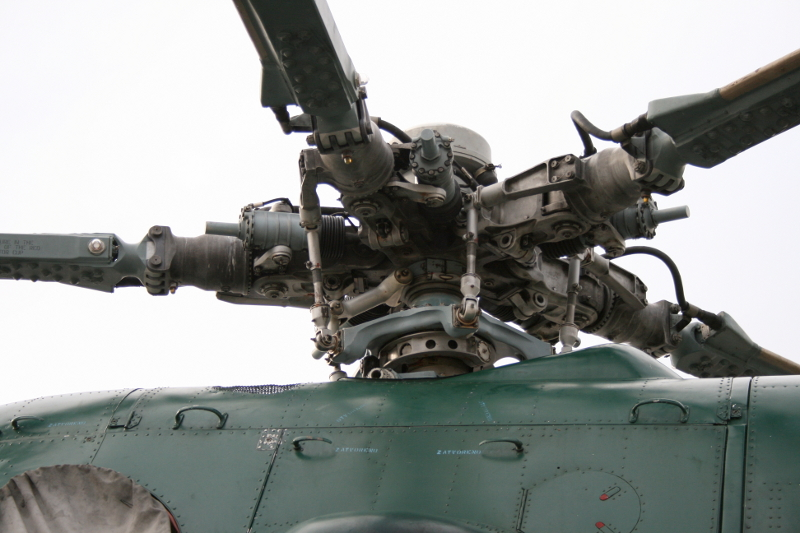
Kloubová rotorová hlava vrtulníku Mil Mi-8

Kloubové rotory patří mezi nejstarší typ nosného rotoru. V roce 1923 jej vyvinul španělský inženýr a konstruktér Juan de la Cierva, který proslul již v roce 1920 jako konstruktér vírníku. Rotorová hlava kloubového rotoru je s hnací hřídelí spojena napevno. Listy rotoru jsou však s rotorovou hlavou spojeny kloubem, a to takovým způsobem, aby kloub umožňoval pohyb listu ve vodorovné i svislé rovině. Pohyb v kolmé rovině, zvaný také mávání, umožňuje vztlakový čep (závěs), který je upevněn kolmo na osu rotorové hřídele. Pohyb ve vodorovné rovině, jinak zvaný také kývání, umožňuje naopak odporový čep (závěs) umístěný v přibližně vodorovné rovině s osou rotorové hřídele. Kromě toho umožňuje osový závěs listům také křidélkovací pohyb. Kývavý pohyb ve vodorovné ose je vždy tlumen především z toho důvodu, že u něj může dojít k vychýlení těžiště z osy rotoru. K tomuto stavu může dojít především při roztáčení rotoru, pojezdu celého vrtulníku nebo při přistávacích manévrech. K tlumení kývavého pohybu se užívá systému vyvázání listů, třecích tlumičů, hydraulických tlumičů a elastomerických tlumičů.

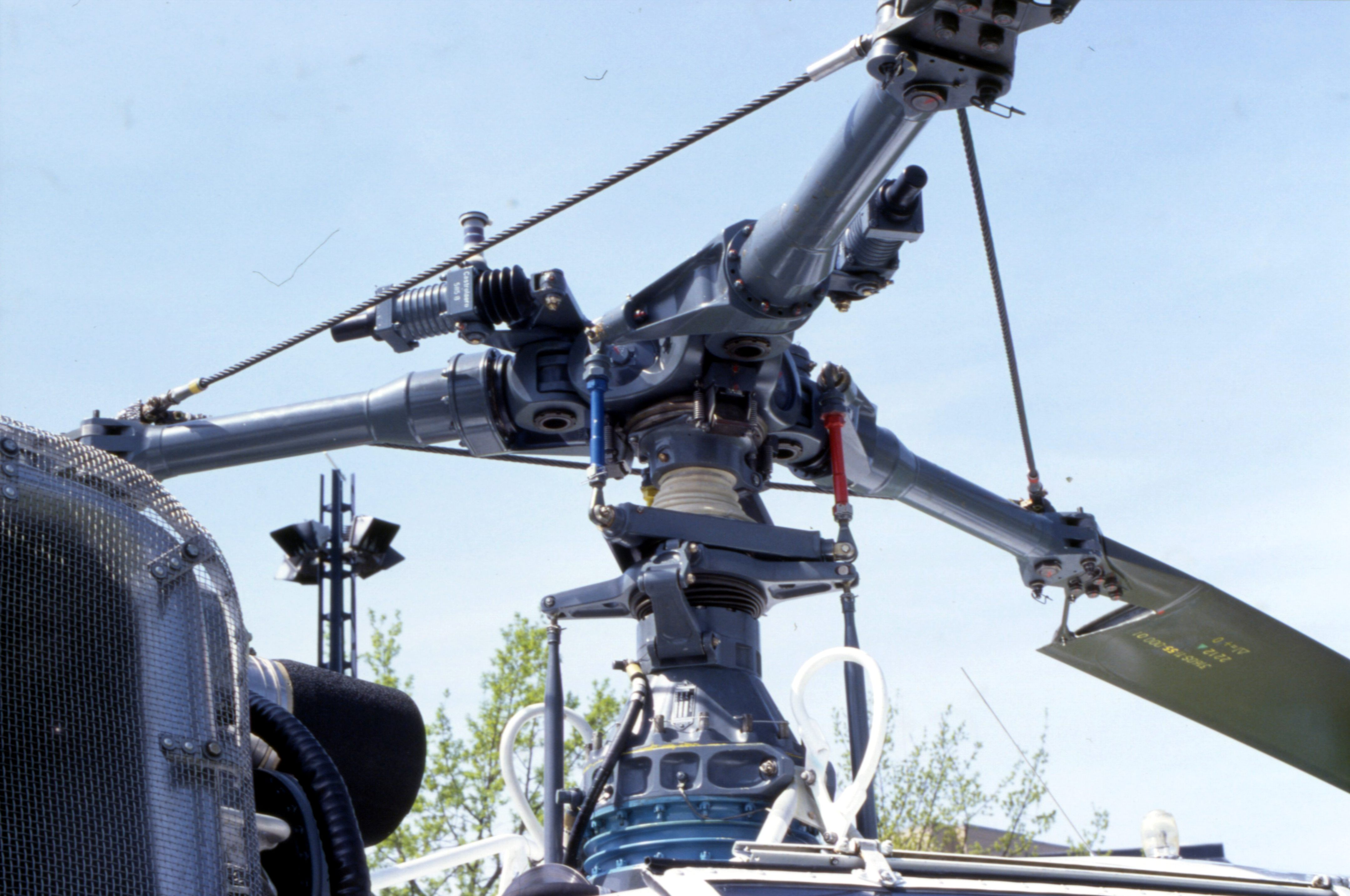
Vyvázané listy vrtulníku Aérospatiale Alouette III

Vyvázáním listů rotoru se rozumí jejich spojení ocelovými lany nebo jinými pružnými vzpěrami. Tento typ tlumení kývavého pohybu byl použit například u vrtulníků československé výroby Aero HC-2 Heli Baby. Dalším typem tlumičů jsou třecí tlumiče. Jedná se o soubor pevných a pohyblivých desek, mezi nimiž jsou pružiny, které fungují jako tlumiče. Tento typ tlumení využívaly například stroje Mil Mi-4. Hydraulické tlumiče pracují na principu průtoku hydraulické kapaliny přes píst s kalibrovanými otvory. Hydraulický tlumič se nachází mezi listem rotoru a rotorovou hlavou a prostřednictvím ventilů a otvorů a pohybem pístu tlumí kývavý pohyb. Elastomerické tlumiče, které se často kombinují s hydraulickými tlumiči, tlumí pohyb prostřednictvím pryžového materiálu. Tento typ tlumičů není příliš náročný na údržbu.
Kromě tlumičů jsou rotorové hlavy vybaveny také dorazy (také narážkami). Jedná se o prvky omezující nežádoucí kývavý i mávavý pohyb při mimořádných letových situacích nebo při roztáčení a dotáčení rotoru při silném větru. Dorazy slouží také jako ochrana před kolizí listů nosného rotoru s vyrovnávacím rotorem.
Klasické uchycení listů k rotorové hlavě prostřednictvím kloubů se nazývá jako kloubové zavěšení listů. Jeho obdobou je pružné uchycení listů, které namísto klasických valivých ložisek kloubů využívá pružné členy, a to buď speciálně tvarované elastomerické prvky, nebo svazky pružných lamel.

## Uspořádání rotorů

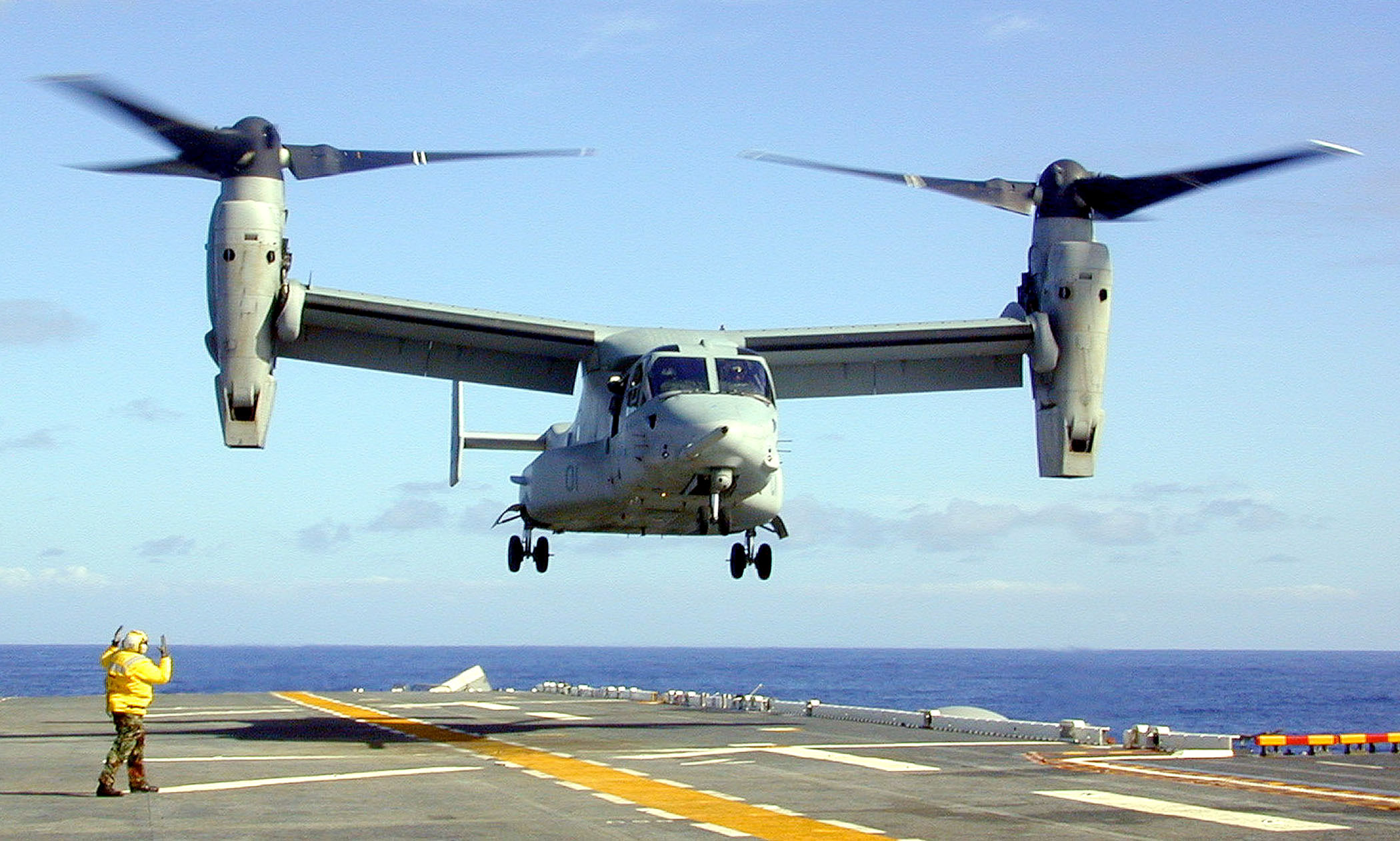
Konvertoplán Bell Boeing V-22 Osprey s příčně uloženými rotory

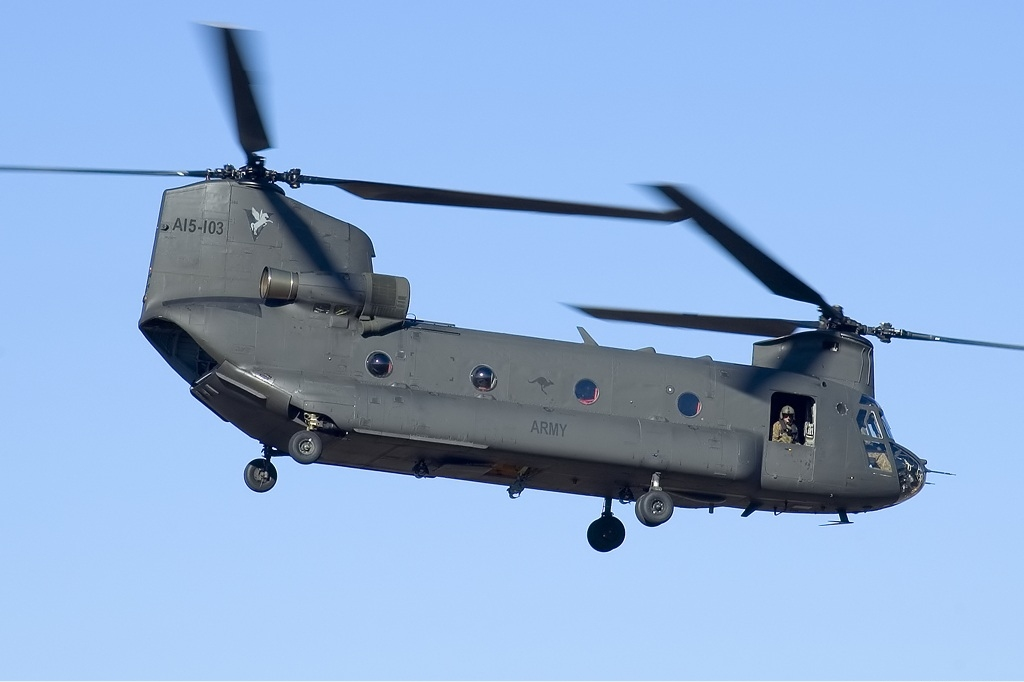
Vrtulník Boeing CH-47 Chinook s tandemově uloženými rotory

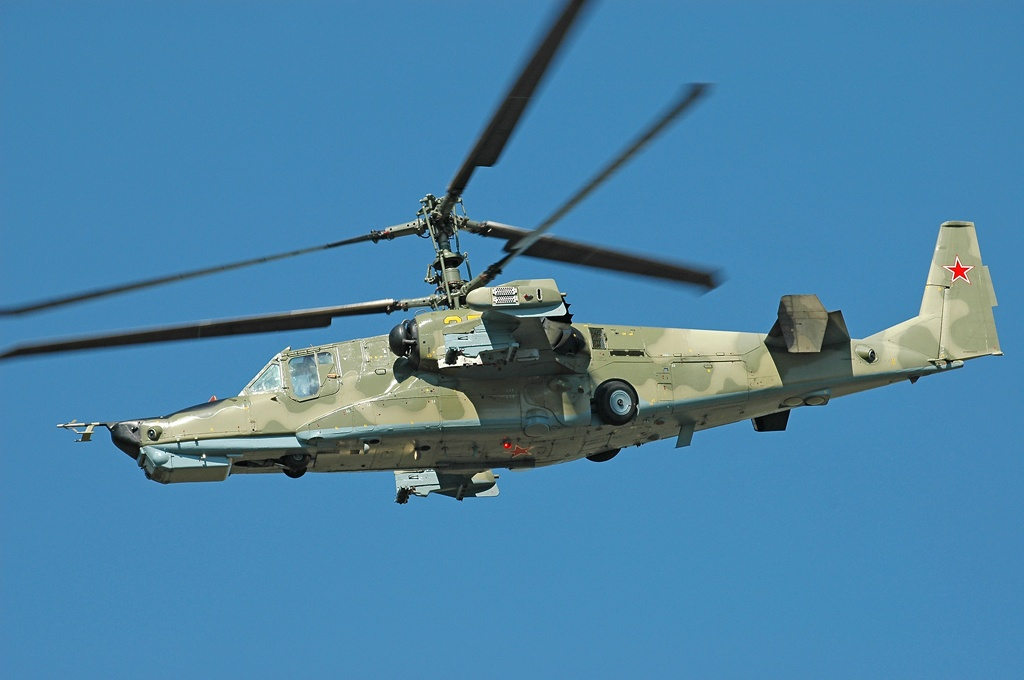
Bitevní vrtulník Kamov Ka-50 s koaxiálně uloženými rotory

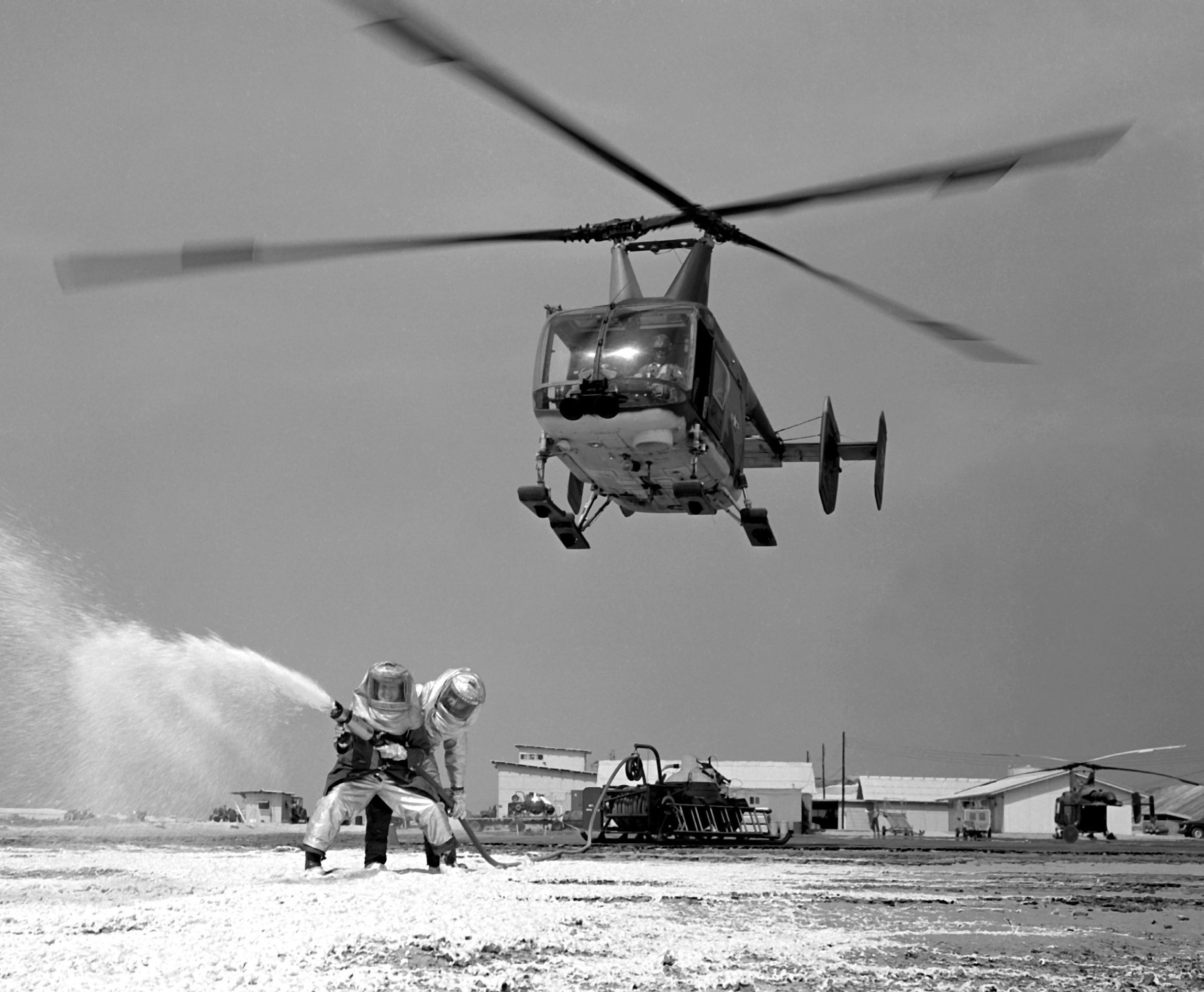
Vrtulník Kaman HH-43 Huskie s rotory s prolínajícími se listy

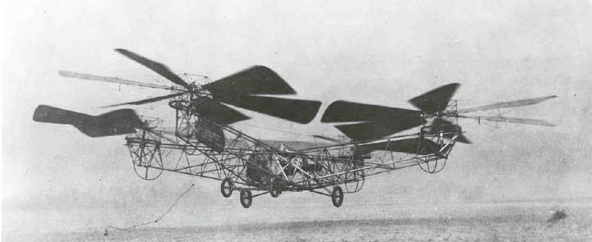
Experimentální kvadrokoptéra z roku 1923

Základní rozdělení vrtulníků podle počtu rotorů zahrnuje jedno- a vícerotorové vrtulníky. Zatímco většina vyráběných vrtulníků disponuje jen jedním nosným rotorem a dalším mechanismem pro kompenzaci točivého momentu, existují také vrtulníky s více (obvykle dvěma) rotory. Ty využívají více způsobů uspořádání rotorů a rozdílné způsoby kompenzace točivého momentu. Podle těchto kritérií lze vícerotorové vrtulníky dělit do několika skupin.

### Příčné uložení rotorů
Vrtulníky, které disponují příčným uložením rotorů, jsou vybaveny po stranách trupu křídly, na nichž jsou umístěny nosné rotory. Mezi hlavní přednosti tohoto uložení rotorů patří dobrá řiditelnost vrtulníku a jeho příčná stabilita. Výhodou je také vyšší dolet stroje ve srovnání s tandemovým uspořádáním rotorů. Toto uspořádání však s sebou nese také řadu nevýhod, kvůli nimž se téměř nepoužívá. Jedná se především o rozměrnou konstrukci a velkou hmotnost vrtulníku. Vrtulníky s příčně uloženými rotory mají také složitější systém ovládání. Tento způsob uložení byl použit například u jedněch z prvních letuschopných strojů Focke-Wulf Fw 61 a Focke-Achgelis Fa 223, využívají jej i oba největší vrtulníky na světě Mil Mi-12. Příčně uložené rotory mají také konvertoplány Bell Boeing V-22 Osprey s charakteristikou V/STOL nebo obdobné stroje Leonardo AW609.

### Tandemové uložení rotorů
Tandemové uložení rotorů nebo také uložení rotorů za sebou se používá především u těžkých transportních vrtulníků. Jejich výhodou je podélná stabilita stroje a vrtulníky s tímto typem uspořádání nejsou příliš citlivé na posun těžiště. Vzhledem k tomu, že jsou oba rotory protiběžné, nevzniká točivý moment a výkon motoru je využit k vysokému tahu rotorů. Mezi nevýhody patří vzájemné ovlivňování obou rotorů, složitá ovladatelnost vrtulníku a také složitá konstrukce celé transmisní soustavy. Pohony obou rotorů jsou spojeny v jeden celek a při letu musí mít oba rotory synchronizovány otáčky. Při konstrukci je zadní rotor vždy usazen výše než přední rotor pro eliminaci nepříznivého vzájemného ovlivňování rotorů. Vrtulníky s tandemovým uspořádáním rotorů musí být schopny při vysazení jednoho z rotorů odpojit neprodleně také druhý rotor, aby oba rotory pracovaly v režimu autorotace. Mezi nejrozšířenější vrtulníky s tandemovým uspořádáním rotorů patří stroje Boeing CH-47 Chinook.

### Koaxiální uložení rotorů
Jako koaxiální rotory nebo také souosé rotory se označují dva rotory umístěné nad sebou. Ačkoliv tato koncepce uložení nosných rotorů není příliš rozšířená, existovaly tyto rotory již na počátku vývoje vrtulníků. Rotory nad sebou mají protiběžný chod. Mezi výhody patří vysoký tah rotoru, u tohoto typu uložení není potřeba točivý moment vyrovnávat. Mezi nevýhody koaxiálních rotorů patří vzájemné ovlivňování rotorů nad sebou, větší výška vrtulníků, která může vést ke zhoršené stabilitě při visení nebo dopředném letu a také větší konstrukční složitost pohonů a řízení. Tento typ uložení rotorů využívají mimo jiné především vrtulníky ruské konstrukční kanceláře Kamov, například bitevní stroje Kamov Ka-50 a další vrtulníky Kamov Ka-27 nebo Kamov Ka-26.

### Uložení rotorů s prolínajícími se listy
Koncepce uložení rotorů s prolínajícími (také překrývajícími) se listy (anglický termín = synchropter) je na rozhraní mezi příčně a koaxiálně uloženými rotory. Otáčky takto uložených rotorů musejí být synchronizovány. Mezi výhody těchto rotorů patří jejich vyšší tah, menší rozměry a lepší letové vlastnosti. Nevýhodou je, stejně jako u koaxiálně uložených rotorů, výška vrtulníků, která může způsobovat nestabilitu. K nevýhodám patří rovněž větší konstrukční složitost a vyšší hlučnost v kabině. Mezi nejznámější vrtulníky s tímto uspořádáním rotorů patří americké stroje Kaman HH-43 Huskie, jež byly provozovány především v období studené války.

### Kvadrokoptéra
Kvadrokoptéra je označení pro čtyřrotorový vrtulník, který má rotory umístěny ve tvaru písmene X a ty jsou pojmenovány jako přední levý rotor, přední pravý rotor, zadní levý rotor a zadní pravý rotor. Rotory na levé a pravé straně jsou vůči sobě v příčném uspořádání, zatímco rotory v předním a zadním uspořádání jsou vůči sobě tandemově uložené. I přesto, že existovaly projekty na stavbu kvadrokoptér, jednalo se většinou o experimentální pokusy. Praktické zpracování kvadrokoptér dnes slouží v oblasti RC modelů.